# Урсиди
Урсиди — метеорний потік з радіантом в сузір'ї Малої Ведмедиці біля зорі β Малої Ведмедиці. Цей зорепад відбувається в період із 17 по 25 грудня, з максимумом 22 — 23 грудня. Найкращий час для спостереження — середина ночі та вранішні години. Під час максимуму зазвичай спостерігають 10 метеорів на годину, але інколи відбуваються спалахи до 100 метеорів. Родоначальниця урсид — комета Туттля (1939 I).